# Теодора Палеолог Анђел
Теодора Палеолог Анђел Кантакузин (средњегрчки: Θεοδώρα Παλαιολογίνα Άγγελίνα Καντακουζηνή; умрла 6. јануара 1342. године), била је византијска племкиња с краја 13. и прве половине 14. века, мајка цара Јована VI Кантакузина.

## Порекло
Време и место њеног рођења су непознати, а о њеном пореклу постоје само недоказане претпоставке. У већини извора се помиње или само са презименом Кантакузина, које је вероватно наследио њен муж, или са двоструким презименом Палеологина Кантакузина. У само једној хрисовуљи она је забележена као Палаеологина Анђелина Кантакузина, што сугерише да је њено порекло на неки начин повезано са царским породицама Палеолога и Анђела. Иако се на више места помиње као тетка цара Андроника III Палеолога, њено сродство са Палеолозима остаје нејасно. Према једној претпоставци, била је ћерка великог доместика Нићифора Тарханиота и Марије Палеолог – старије сестре цара Михаила VIII Палеолога. Према другој теорији, Теодора је била ћерка чувеног генерала Хандрина и Теодоте Главас Тарханиот, и унука Марије Палеолог, и вероватно је рођена између 1275. и 1280. године.

## Биографија
Теодора је била удата за непознатог представника породице Кантакузин који је био гувернер Пелопонеза између 1286. и 1294. године. и који је умро око 1294. године, вероватно остављајући Теодору трудну са њиховим јединим сином – будућим Јованом VI Кантакузином, кога је Теодора сама одгајала и школовала. Међутим, неки истраживачи, попут Георгија Острогорског, не наводећи конкретне изворе који би поткрепиле њихове тврдње, претпостављају да је Теодорин муж и отац цара Јована VI Кантакузина био Михаило Кантакузин (ум. 1316. године), гувернер Мореје између 1308. и његове смрти 1316. године. Према грчком истраживачу Аверикију Пападопулосу, Теодора је била мајка још двоје деце – сина по имену Нићифор Кантакузин, севастократора, и непознату ћерку која је била удата за великог логотета Константина Акрополита, сина Георгија Акрополита. У својој историји, њен син Јован VI описује је као способну жену која је била изузетно вешта у управљању јавним пословима. Нићифор Григора такође хвали њену разборитост и сналажљивост. Након избијања грађанског рата између цара Андроника II Палеолога и његовог унука Андроника III Палеолога, децембра 1321. године, Андроник III је Теодори и његовој жени Ирини поверио управу над Димотиком. Године 1327 цар - савладар Андроник III поверио је Теодори бригу о својој другој жени, царици Ани Савојској, која је завршну фазу грађанског рата провела у Кантакузиновом дому у Димотици. Тамо је Теодора помогла новој царици да се прилагоди животу и обичајима земље, да научи језик и дворске обичаје. Године 1328. Лав Калотет је директно преговарао са Теодором у вези са предлогом да се острво Хиос ослободи од окупације Ђенове.
Поред свега, Теодора Кантакузин је била и изузетно богата, поседујући обимне земљишне поседе на острву Хиосу и око Сера у Македонији: маја 1329. године, она и њен син поклонили су имање на острву манастиру Ватопед и саградили у Серу цркву „Светог Димитрија” са баштама и пашњацима, а октобра 1338. године, поклонили су манастиру Кутлумуш храм „Елеусина“ у Серу са свом имовином, који је пре тога купљен од цариградског манастира „Пантократор“. Осим тога, њено богатство је достигло толику тачку да када је децембра 1322. године, пошто су средства Андроника III почела да понестају, Теодора је сопственим новцем финансирала његов поход, омогућивши му да настави борбу против свог деде.
По завршетку грађанског рата 1328. године, Теодора Кантакузин се трајно настанила у Цариграду. Када се јануара 1330. године, цар Андроник III разболео у Димотици, Теодора је захтевала да лично од цара сазна каква су његова наређења у вези са учешћем његове мајке Ксеније (царице Марије) у власти, у случају да он умре пре ње. Теодорино интересовање је диктирано чињеницом да је царица мајка дуго гајила завист и несклоност према њој и њеној породици због њиховог богатства и претераног утицаја на њеног сина, те су се морале унапред предузети мере у случају да се у њеној личности појави опасан противник, уколико се царица Марија нађе на челу управе. Године 1335, када је цар Андроник III био одсутан из Цариграда, Теодора је помогла царици Ани Савојској у откривању завере у престоници да се убију царица и њена деца и постави млађи син цара Андроника II на престо.
Када је Јован Кантакузин напустио престоницу у септембру 1341. године, Теодора је остала у граду да подржи царицу Ану Савојску и највероватније да заштити положај свог сина у палати. Стога, након што је умро цар Андроник III у октобру 1341. године, објављен је нови грађански рат између њеног сина Јована и осталих намесника, први удар режима у престоници био је усмерен против Теодоре – у почетку је, по наредби царице Ане, стављена у кућни притвор, и њен унук Андроник заједно са њом, о којем се бринула, задржана је и Ирина Палеолог – супруга њеног старијег унука Матеја. Касније те године, Теодора Кантакузин је стављена под стражу у тамници, њена кућа у близини палате је срушена, а остатак њене имовине у граду је конфискован, а према Јовану Кантакузини, уместо да буде унета у ризницу, она је коришћен у корист лично Алексија Апокавка и патријарха. У затвору је Теодора била подвргнута физичким и материјалним ограничењима, а такође је злостављана, према гласинама, по наређењу Апокавка: стражари су је вређали, мучили лажним гласинама о смрти њеног сина, петљали у њене оскудне оброке тако да је одбила да их једе, а зими нису дозвољавали да јој се греје ћелија. У тим условима, Теодора, која је већ била остарела, се разболела од грознице, али јој није било обезбеђено лечење. Истовремено, њено стање је скривано од царице Ане Савојска, коју је о односу према њој обавестила сестра цара Андроника III, бивша бугарска царица Теодора Палеолог (монахиња Теодосија), која је после рата остала једина Теодорина блиска пријатељица. Ужаснута, царица је послала свог лекара да се побрине за Теодору Кантакузин у затвору, али Апокавкови људи му нису дозволили да јој приђе и чак су му запретили да ће га оптужити да подржава Кантакузина. Теодорино стање се нагло погоршавало и она је умрла 6. јануара 1342. године. Њену сахрану у манастиру Кира Марта организовала је Теодора Палеологина, која је имала храбрости да оптужи царицу за окрутно поступање према Теодори.